# Musique laotienne
 (février 2025).

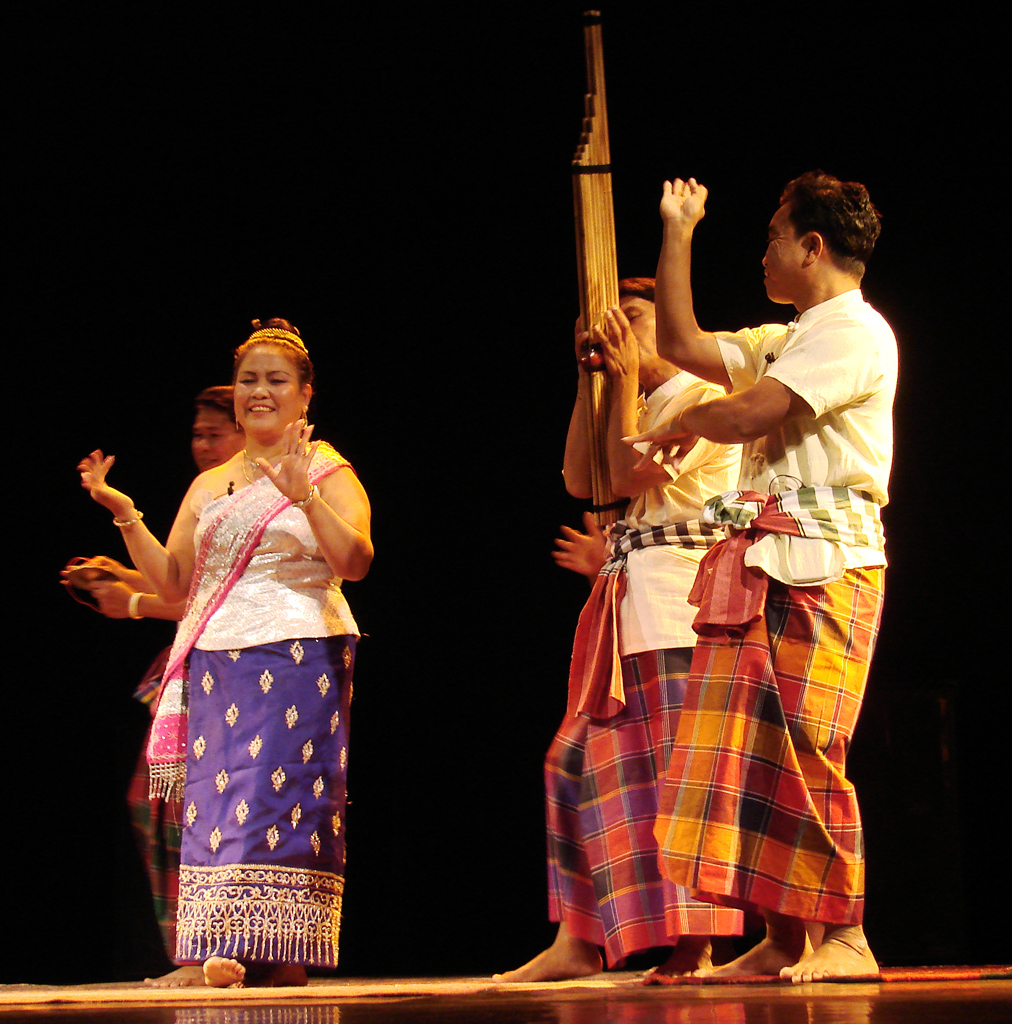
Musiciens Laotiens au Festival de l'Imaginaire 2009 Maison des cultures du monde

La musique laotienne présente de nombreuses similitudes avec ses voisines immédiates : la musique cambodgienne, la musique vietnamienne et surtout la musique thaïlandaise, l'ethnie Lao étant d'ailleurs très forte dans ce pays depuis l'annexion d'une partie du Laos par le Siam en 1828. Cette musique serait née pour égaler celle d'Angkor, au Cambodge. Depuis le XVIe siècle, il existe une version lao du Ramayana, et le Pharak Pharam.
La musique traditionnelle est représentée par les ensembles percussifs classiques sep nyai et sep noi (ou mahori). La musique folklorique (lam) est représentée par le chant accompagné à l'orgue à bouche khene.

## Musique traditionnelle
Le Laos apparaît comme un sanctuaire musical puisqu'on y trouve trace d'une antique gamme indienne qui  disparait en Inde, la Gandhara grama ; elle est tempérée et heptatonique, avec une division de l'octave en sept parts égales comme dans la musique thaïlandaise. Le Royal Lao Orchestra est formé aux États-Unis par des musiciens de Cour du roi Savang Vatthana exilés en 1975, au moment de la prise de pouvoir par les communistes du Pathet Lao.

### Ensemble sep nyai
Cet ensemble percussif, formel et cérémonial, est composé de deux paires de gongs (kong vong), d'un xylophone (lanat), d'un hautbois (pei ou salai), de deux timbales et de deux paires de cymbales (sing).

### Ensemble sep noi
Durant la période royale, la musique de Cour était jouée par l'ensemble percussif piphat, similaire à celui du Siam, comportant : gongs (kong wong), xylophones (ranat), cymbales (sing, sab), tambours (khong), flûte (khoui) et hautbois (pi). Après 1975, le khene y intègre afin de le[Quoi ?] valoriser, et l'ensemble est appelé mahori. Appelé aussi sep noi, il peut jouer des chants populaires, notamment lors des noces. Il est composé de deux vielles (so u et so i), et d'un khene.

## Musique d'opéra
La musique d'opéra, le lam luang, un dérivé théâtral du lam pheun, consiste en une combinaison de chants et de récits, improvisés avec de l'action et de la danse, et accompagné par la musique mêlant instrument traditionnel et occidental. Avec l'influence du likay siamois, du yike cambodgien et du cải lương vietnamien, cet ensemble a évolué jusqu'à réunir trente personnes, aux rôles variés.

## Musique folklorique
Sans doute lié à des rituels chamaniques, le style lam/khap (appel/réponse) est représentatif des ethnies et de leurs mythes. Composés de contes, de rituels courtois, et de rivalités entre homme et femme, les styles lam phi fa, an nangsue, lam phuen et lam glawn donnent naissance au mor lam, dont l'ensemble inclut un chanteur (mo lam), une chanteuse (mo top), un joueur de khene (mor khaen), une vielle (saw), un luth (phin), des flutes, des cloches (ching) et des tambours. Le lam dont le sens est parfois fort complexe, peut durer des heures, et il est fréquent que le public réagit. 
Les Hmongs le pratique sous le nom de lu tza.
Bien qu'il fût autrefois un genre difficile, le mor lam devient très commercial dans les années 2000, avec le style lam saravane très populaire. Parmi les anciens styles, on compte :
- lam phi fa (ลำผีฟ้า), rituel d'exorcisme dérivé du lam tang yao.
- mor lam glawn ou lam tat (หมอลำกลอน), rivalité sexuelle vocale.
- lam tang san (ลำทางสั้น), forme courtoise courte.
- lam tang yao ou khaplam wai(ลำทางยาว), forme courtoise longue.
- lam toei (ลำเต้ย), introduit au XXe siècle, bien que long, il est léger et preste.
- lam jotgae ou lam jot (ลำโจทย์แก้ or ลำโจทย์), variante de lam glawn.
- mor lam mu(หมอลำหมู่), opéra folklorique né au XXe siècle.
- mor lam plern (หมอลำเพลิน), conte de célébration.
- lam phuen (ลำพื้น), récital de légendes locales.

## Musique contemporaine
À la suite de la présence française, la musique classique occidentale devient populaire dans les années 1930, et notamment le piano, qui suscite des compositions et des adaptations proche de la musique traditionnelle (Dr Hongkad Souvannavong). L'influence occidentale est d'autant plus forte qu'il existe une grande diaspora aux États-Unis. 
Les groupes de rock les plus populaires sont : Cells, Smile Black Dog, Dao Kha Chai, Awake, Khem Tid, Eighteen and Black Burn, Aluna, Overdance and LOG. Les groupes américains sont : Sarky Mekmorakoth, Chitpanya, Black Flame, Phone Phoummithone, Birdie et Ketsana Vilaylack. Le hip-hop est représenté par Supasang (Buc Supa and Gumby).
En France, Willy Denzey, après 300 000 singles vendu en 2001, reçoit un disque d'or, à la suite de sa contribution dans la bande-son du film Taxi 3.

## Instruments traditionnels

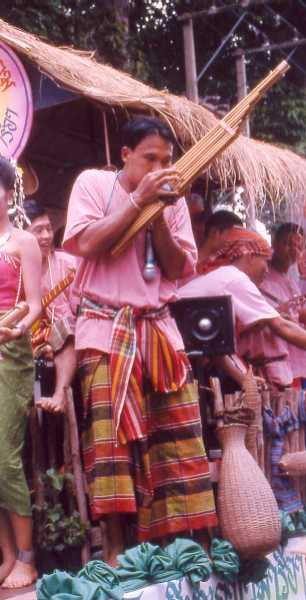
Joueur de khene.

Les instruments à vent comprennent : cilli, khene, khoui, pi et tot. Les instruments à cordes comprennent : so i, so u, kanilun, kaciapi, khim, phin, saw u, saw sam sai, et saw duang. Les instruments à percussions comprennent : lanat, lanat ék, lanat thoum, khong hang, khong lam mana, khong theut, kong vông, kong phinphat, kong taphône, sab, et sing.